# 阿薫
阿薫（おくん、正徳5年3月16日（1715年4月19日） - 安永9年11月8日（1780年12月3日））は、江戸時代の尾張藩主徳川宗春の側室。別名に和泉（いづみ）、芳負禅定尼、宝泉院、華子。

## 経歴
宗春が元文4年（1739年）1月に幕命により強制隠居させられ蟄居処分となった後、明和元年10月8日（1764年11月1日）に死去するまで、共に暮らした唯一の側室であるとされる。（『金府紀較抄』）
死後には『阿薫和歌集』八冊十八巻が編まれた。
以下は『阿薫和歌集』の編者伊藤将親の筆に拠る。
享保17年(1732年)年10月、徳川宗春の側室となった。父は猪甘宗貞。母は鈴木氏。猪甘氏は近江の出で、織田・豊臣の家臣だったが後は都で代々浪人だった。容貌優れて、徳があり、きらりと光るものがある。宗春が藩主であった時から末期まで側にあり、夫人としての務めを果たした。宗勝は特にその労を賞で正室同様に遇した。宗睦も同じく厚遇した。

上冷泉家の冷泉為村、為泰父子によって添削された和歌4千200首が死後に編纂され、『阿薫和歌集』として伝わる。

## 異説
阿薫が宗春の側室となった同月に吉子内親王が出家したこと、乾御殿が造営されたこと、『阿薫和歌集』序文の解読などから阿薫が霊元天皇（霊元法皇）第13皇女の吉子内親王本人である、とする説がある。
内親王は正徳4年8月22日（1714年9月30日）に産まれ、翌年に江戸幕府征夷大将軍徳川家継の婚約者と定められたが、家継が7歳で早世したため3歳で将軍の後家となった。享保17年10月29日（1732年12月16日）、父法皇の死後二月で18歳で出家し、45歳で死去したとされている。また、霊元法皇は反幕府的な言動で知られる。吉子内親王は霊元法皇の譲位後の子であり、母の身分が比較的低いため（中宮や女御ではない）、慣例としては女王とされるところを、親王宣下され内親王となっている。この措置は、法皇は将軍の後家として出家させるつもりはなく、どこか高い身分の家に嫁がせる算段であり、そのために身分を一段上げたのではないか、とも推測される。
阿薫の父は浪人であったはずなのだが、阿薫は幼少期より冷泉家から和歌を学んでいる。